# Sticherus longipinnatus
Sticherus longipinnatus är en ormbunkeart som först beskrevs av William Jackson Hooker, och fick sitt nu gällande namn av Ren-Chang Ching. Sticherus longipinnatus ingår i släktet Sticherus och familjen Gleicheniaceae. Inga underarter finns listade.